# Annaburg
Annaburg ist eine Stadt im Landkreis Wittenberg in Sachsen-Anhalt, gelegen an der Annaburger Heide.

## Geographie

### Lage
Annaburg liegt ca. 35 km südöstlich von Lutherstadt Wittenberg.

### Stadtgliederung
Das Stadtgebiet der Einheitsgemeinde Stadt Annaburg gliedert sich in 11 Ortschaften mit 15 Ortsteilen:
- Annaburg
- Axien

Gehmen
- Bethau
- Groß Naundorf

Kolonie
- Labrun
- Lebien
- Löben
- Meuselko
- Plossig
- Premsendorf
- Stadt Prettin
- Hohndorf
- Purzien

Am 1. Juli 2014 trat das neue Kommunalverfassungsgesetz des Landes Sachsen-Anhalt in Kraft. In dessen §14 (2) wird den Gemeinden die Möglichkeit gegeben, den Ortsteilen, die vor der Eingemeindung Städte waren, diese Bezeichnung zuzuerkennen. Die Stadt Annaburg hat von dieser Regelung Gebrauch gemacht. Ihre Hauptsatzung ist in der derzeitigen Verfassung mit Wirkung vom 9. Dezember 2015 in Kraft getreten. Im §3 werden die Ortsteile mit ihren amtlichen Namen aufgeführt.

## Geschichte

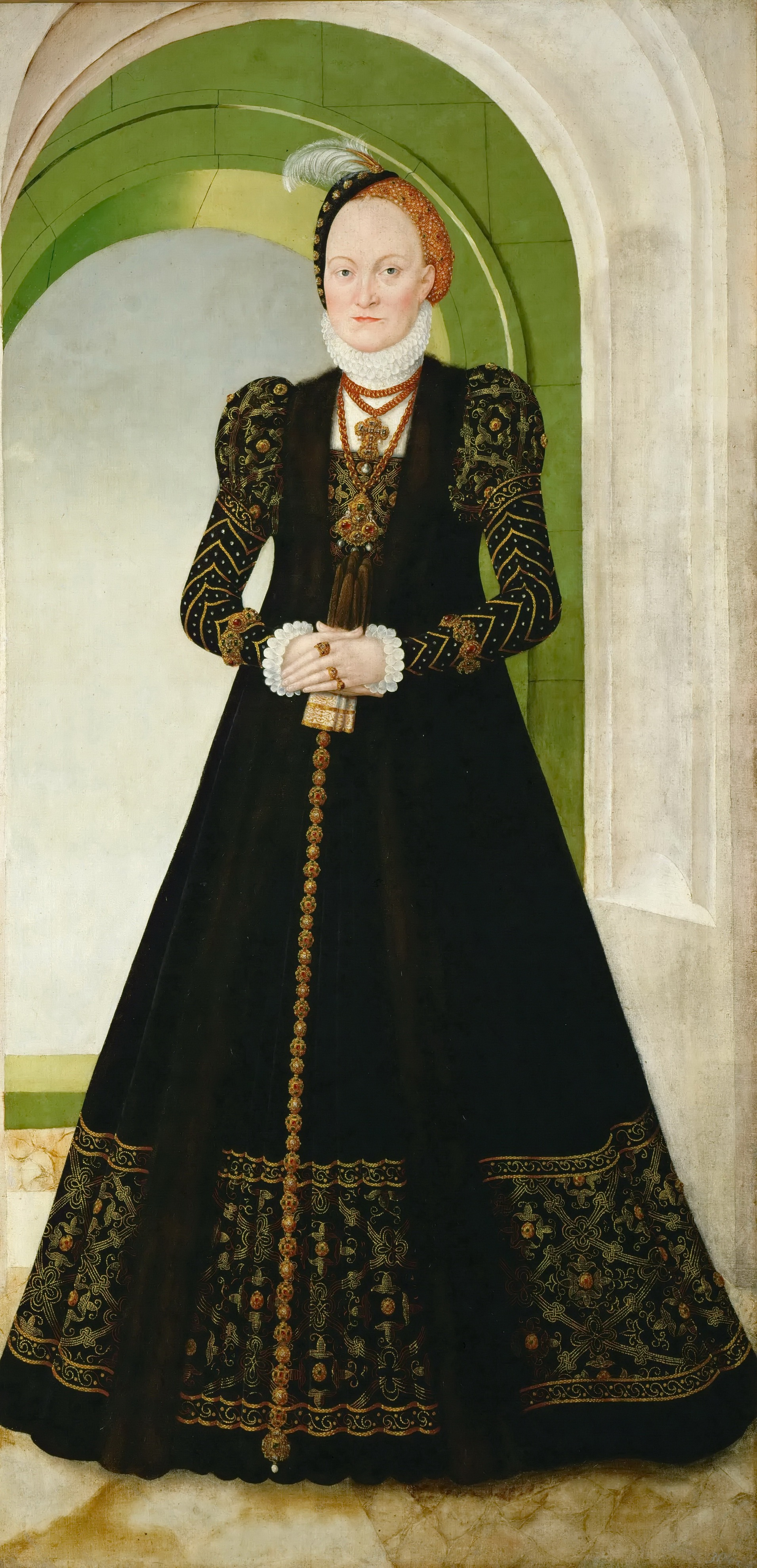
Prinzessin Anna von Dänemark und Norwegen, spätere Kurfürstin von Sachsen

Im 13. Jahrhundert errichteten die Askanier das Jagdschloss Lochau an der heutigen Stelle von Annaburg. Das Schloss brannte allerdings 1422 wieder ab. Albrecht III. befand sich zum Zeitpunkt des Brandes im Jagdschloss und konnte sich zunächst retten, verstarb aber wenig später an den Folgen der beim Brand erlittenen Verletzungen. Er starb als letzter askanischer Herzog. Urkundlich wurde das damalige Lochau erstmals am 4. April 1339 genannt. Rudolf I., Herzog von Sachsen-Wittenberg  schenkte der Pfarrkirche in Prettin unter anderem den Ort Lochaw.
Ab etwa 1500 baute Kurfürst Friedrich der Weise die Anlage zu einer der ersten Villen nördlich der Alpen aus. Kennzeichen war ein großer, mit einem Wall umschlossener Garten mit mehreren aufwändig gestalteten Lusthäusern direkt angrenzend an das Schloss. An den Garten schloss sich ein weitläufiger Tierpark an. In dieses Refugium zog sich Friedrich oft aus seiner städtischen Hauptresidenz im benachbarten Torgau zurück, und dort verstarb er am 5. Mai 1525.
Der Mathematiker und Gefährte Luthers Michael Stifel erwartete als Pfarrer von Lochau 1533 den von ihm vorhergesagten Weltuntergang. Der Humanist Georg Spalatin hielt sich oft auf der Lochau auf.
1573 wurde der Neubau des noch bestehenden Schlosses (und damit auch die Stadt) nach der sächsischen Kurfürstin Anna von Dänemark und Norwegen (1532–1585) („Mutter Anna“) in Annaburg umbenannt und war bis zur endgültigen Auflösung 1821 Sitz des Amtes Annaburg. 1550 lebten im Städtchen Lochau 40 besessene Mann, darunter acht Anspänner, ein Lehnrichter, neun Gärtner und 22 Vorstädter.
Die erste sächsische Hofapotheke befand sich ebenfalls in Annaburg. Im Juli 1754 wurde der Malificant, Malefiztäter (Gauner, Verbrecher) Johann Christian Noack hingerichtet und zur Abschreckung in Annaburg aufs Rad geflochten – eine der letzten Hinrichtungen dieser Art. Seit 1762 war das Schloss Annaburg Sitz eines Militärknabeninstituts, in dem über 500 Zöglinge vom 11. bis zum 15. Lebensjahr von Militärpersonen evangelischen Bekenntnisses unentgeltlich erzogen wurden. In einer neuerrichteten Kaserne war eine Unteroffiziervorschule untergebracht.
Seit 1780 betrieb der Amtsaktuar Christian August Seidel in Annaburg eine Maulbeerbaumplantage. Nach dem Wiener Kongress wurde Annaburg im Jahr 1815 preußisch. Nachdem Annaburg im 17. Jahrhundert das Stadtrecht verloren hatte, wurde dem Ort dieses Recht 1939 wieder verliehen. Im Zweiten Weltkrieg wurde in Annaburg das Stammlager für die indischen Kriegsgefangenen in Deutschland eingerichtet, aus denen sich später die Indische Legion der Wehrmacht rekrutierte.
Annaburg gehörte seit 1816 zum Landkreis Torgau (bis 1947 in Preußen, 1947 bis 1952 in Sachsen-Anhalt) und ab 1952 zum Kreis Jessen im DDR-Bezirk Cottbus. Der Kreis Jessen wurde 1990 Teil des Bundeslandes Sachsen-Anhalt. Seit 1994 gehört Annaburg zum Landkreis Wittenberg in Sachsen-Anhalt.
 Eingemeindungen
Purzien wurde am 16. Februar 2003 eingemeindet. Premsendorf kam am 3. August 2003 hinzu. Löben gehört seit dem 1. Januar 2004 zu Annaburg. Am 1. Januar 2011 wurden alle Städte und Gemeinden der Verwaltungsgemeinschaft Annaburg-Prettin zur Stadt Annaburg vereinigt. Dadurch vergrößerte sich die Stadtfläche von 120,61 km² auf 224,61 km², die Einwohnerzahl stieg von 3.533 auf 7.611.

## Bevölkerung
| Jahr | Einwohner |
| ---- | --------- |
| 1990 | 3.816     |
| 2010 | 3.477     |
| 2015 | 6.932     |
| 2020 | 6.635     |
| 2021 | 6.528     |
| 2022 | 6.494     |
| 2023 | 6.389     |
| 2024 | 6.309     |

Stand: 31. Dezember des jeweiligen Jahres (Angaben des Statistischen Landesamtes Sachsen-Anhalt), ab 2011 auf Basis des Zensus 2011, ab 2022 auf Basis des Zensus 2022
Der deutliche Anstieg der Einwohnerzahl 2015 ist auf Eingemeindungen zurückzuführen.

## Politik

### Stadtrat
Der Stadtrat von Annaburg besteht aus 18 Stadtverordneten und dem Bürgermeister. Die Kommunalwahl vom 9. Juni 2024 führte bei einer Wahlbeteiligung von 65,5 % zu folgendem Ergebnis:
| Partei / Wählergruppe                               | Stimmenanteil 2019 | Sitze 2019 |  | Stimmenanteil 2024 | Sitze 2024 |
| --------------------------------------------------- | ------------------ | ---------- |  | ------------------ | ---------- |
| AfD                                                 | 14,1 %             | 2          |  | 27,1 %             | 3          |
| Interessengemeinschaft für Feuerwehr und Bürgerwohl | 29,6 %             | 6          |  | 22,2 %             | 5          |
| CDU                                                 | 11,1 %             | 2          |  | 21,7 %             | 4          |
| Freie Wählergemeinschaft Annaburg (FWG)             | 39,0 %             | 8          |  | 21,3 %             | 4          |
| Die Linke                                           | 04,6 %             | 1          |  | 07,8 %             | 2          |
| SPD                                                 | 01,6 %             | –          |  | –                  | –          |
| Insgesamt                                           | 100 %              | 19         |  | 100 %              | 18         |

Entsprechend der Einwohnerzahl der Stadt sollte der Stadtrat aus 20 Mitgliedern bestehen (§ 37 Kommunalverfassungsgesetz Sachsen-Anhalt). Bei der Wahl 2019 entfielen auf die AfD drei Sitze, von denen einer unbesetzt blieb (§ 47 Kommunalwahlgesetz Sachsen-Anhalt), weil die Partei nur zwei Kandidaten nominiert hatte. Bei der Wahl 2024 entfielen auf die AfD fünf Sitze, von denen zwei unbesetzt bleiben, weil die Partei nur drei Kandidaten nominiert hatte.
Die FWG und Die Linke bilden im Stadtrat erneut eine gemeinsame Fraktion. In seiner konstituierenden Sitzung wählte der Stadtrat den ehemaligen Landrat des Landkreises Wittenberg Jürgen Dannenberg (Die Linke) zu seinem 1. Vorsitzenden.

### Bürgermeister
Stefan Schmidt (FWG) wurde in einer Stichwahl am 20. Juni 2021 mit 67,5 Prozent der gültigen Stimmen für eine Amtszeit von sieben Jahren gewählt.

### Ortschaftsvertretung
Gemeinsam mit der Kommunalwahl am 26. Mai 2019 wurde der Ortschaftsrat für die Ortschaft Annaburg gewählt. Im Zuge dessen vertreten 7 (5 FWG und 2 CDU) und seit dem 1. Oktober 2020 6 Ortschaftsräte (4 FWG und 2 CDU) die Interessen der Bürger. In der konstituierenden Sitzung dieses Rates wurde am 4. Juli 2019 Stefan Schmidt (FWG) als Ortsbürgermeister der Ortschaft Annaburg wie schon in der vorherigen Legislaturperiode wiedergewählt. Seit dem 22. Oktober 2020 ist Peter Kerz der Stellvertretende Ortsbürgermeister. Durch seine Wahl zum Bürgermeister schied Stefan Schmidt am 31. Juli 2021 aus dem Ortschaftsrat aus. Am 9. September 2021 wurde Michael Müller als sein Nachfolger gewählt.

### Wappen
Das Wappen wurde am 7. Dezember 1993 durch das Regierungspräsidium Dessau genehmigt und im Landeshauptarchiv Magdeburg unter der Wappenrollennummer 59/1993 registriert.
Blasonierung: „In Silber auf grünem Rasen ein natürlicher Rosenstrauch mit fünf roten (3:2) gestellten Rosen.“
Annaburg hat seit dem Jahre 1678 ein eigenes Stadtwappen. Das Wappen mit seinen roten Rosen erinnert an das alte Lochauer Wurzelwort gloln = Heckenrose. Das Rosenwappen ist verhältnismäßig jung und stammt aus einer Zeit, in der Lochau schon Annaburg hieß. Es ist anzunehmen, dass die Rose gewählt wurde, da es um den Ort reichlich Heckenrosen gegeben hat. Es wird davon ausgegangen, dass die fünf Rosen sich auf die fünf Stadtteile (Vorstadt, Markt, Schloss, Mühlende und Baderei) beziehen. Als Annaburg nach dem Dreißigjährigen Krieg sein Stadtrecht verlor, führte es das Wappen weiter.

### Flagge
Die Flagge der Stadt Annaburg ist Grün - Weiß gestreift mit dem mittig aufgelegten Stadtwappen.

### Städtepartnerschaften
- Verl in Nordrhein-Westfalen, Deutschland (Städtefreundschaft), seit 1990

Kurz nach der Maueröffnung im Jahre 1989 entstand eine Städtefreundschaft zwischen Annaburg und der Gemeinde Verl in Nordrhein-Westfalen. Zu Beginn gab es Kontakte zwischen dem damaligen Hegeringsvorsitzenden von Annaburg und seinem Pendant in Verl, in deren Folge sich weitere Kontakte anderer Einrichtungen und der Verwaltungen beider Kommunen anschlossen, die schließlich zu dem Beschluss führten, eine offizielle Städtefreundschaft miteinander einzugehen.

## Sehenswürdigkeiten und Kultur

### Bauwerke

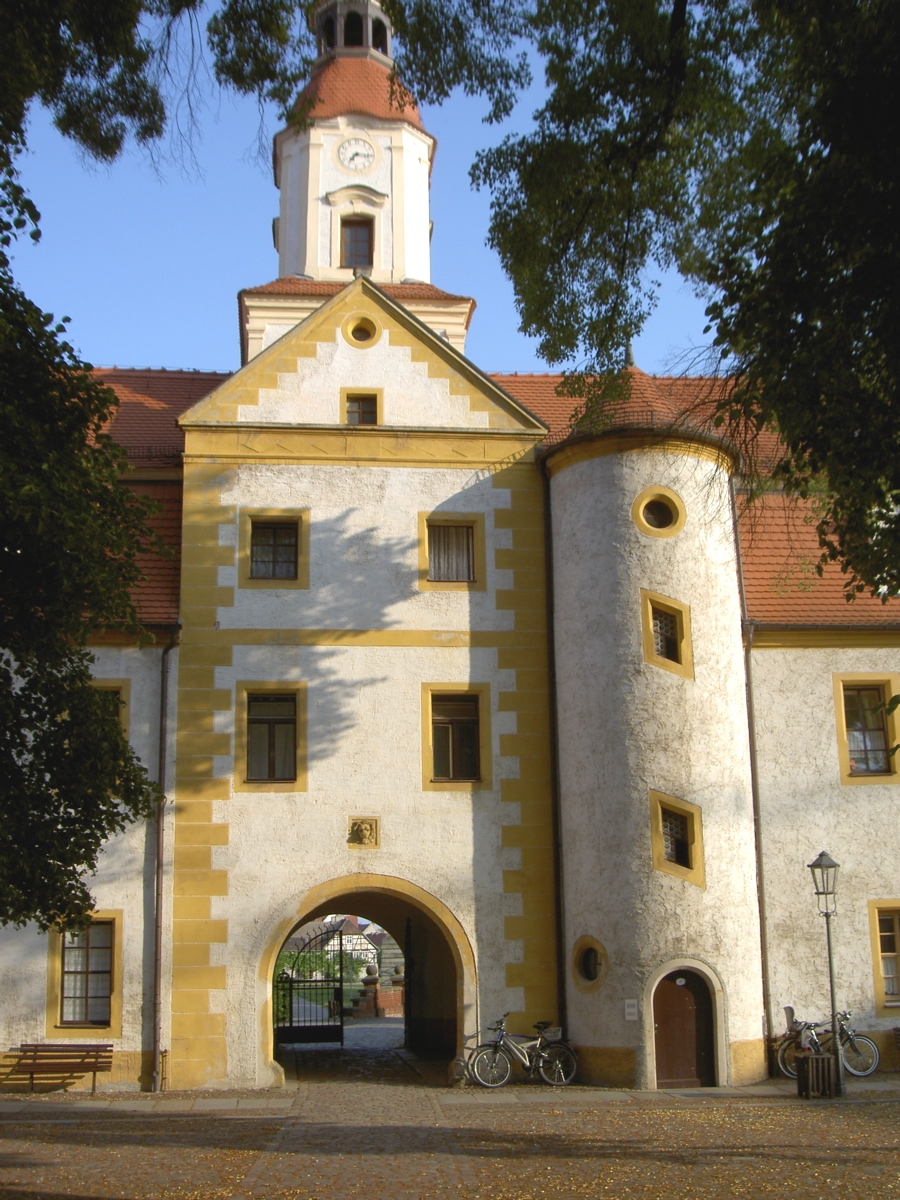
Eingang zum Vorderschloss

- Schloss Annaburg. Das ehemalige Jagdschloss Lochau (später Annaburg) mit weitläufigen Garten- und Parkanlagen wurde von Kurfürst August I. von Sachsen und seiner Gemahlin Prinzessin Anna von Dänemark und Norwegen zwischen 1572 und 1575 erbaut. Es war sowohl Ausflugsziel für die beim Kurfürsten sehr beliebte Jagd in der Lochauer Heide als auch Residenz der Kurfürstin Anna, die hier vielen Tätigkeiten nachging. Zu ihren Ehren wurde die Stadt 1573 in Annaburg umbenannt. Zwischen 1762 und 1921 wurde das Schloss als Militärknaben-Erziehungsinstitut genutzt.
- Amtshaus Annaburg. Das ehemalige Amtshaus von Annaburg wurde 1578 erbaut und beherbergt heute das stadtgeschichtliche Museum.
- Unteroffiziersvorschule (1881–1921), heute Haus 2 des DRK-Altenpflegeheims[16]
- Evangelische Kirche am Markt
- Ehemalige katholische Kirche St. Joseph, 1959 erbaut und 2024 profaniert
- Marktbrunnen „Pfarrer Stifel“ aus Bronze und Sandstein von Vinzenz Wanitschke, aufgestellt 1997

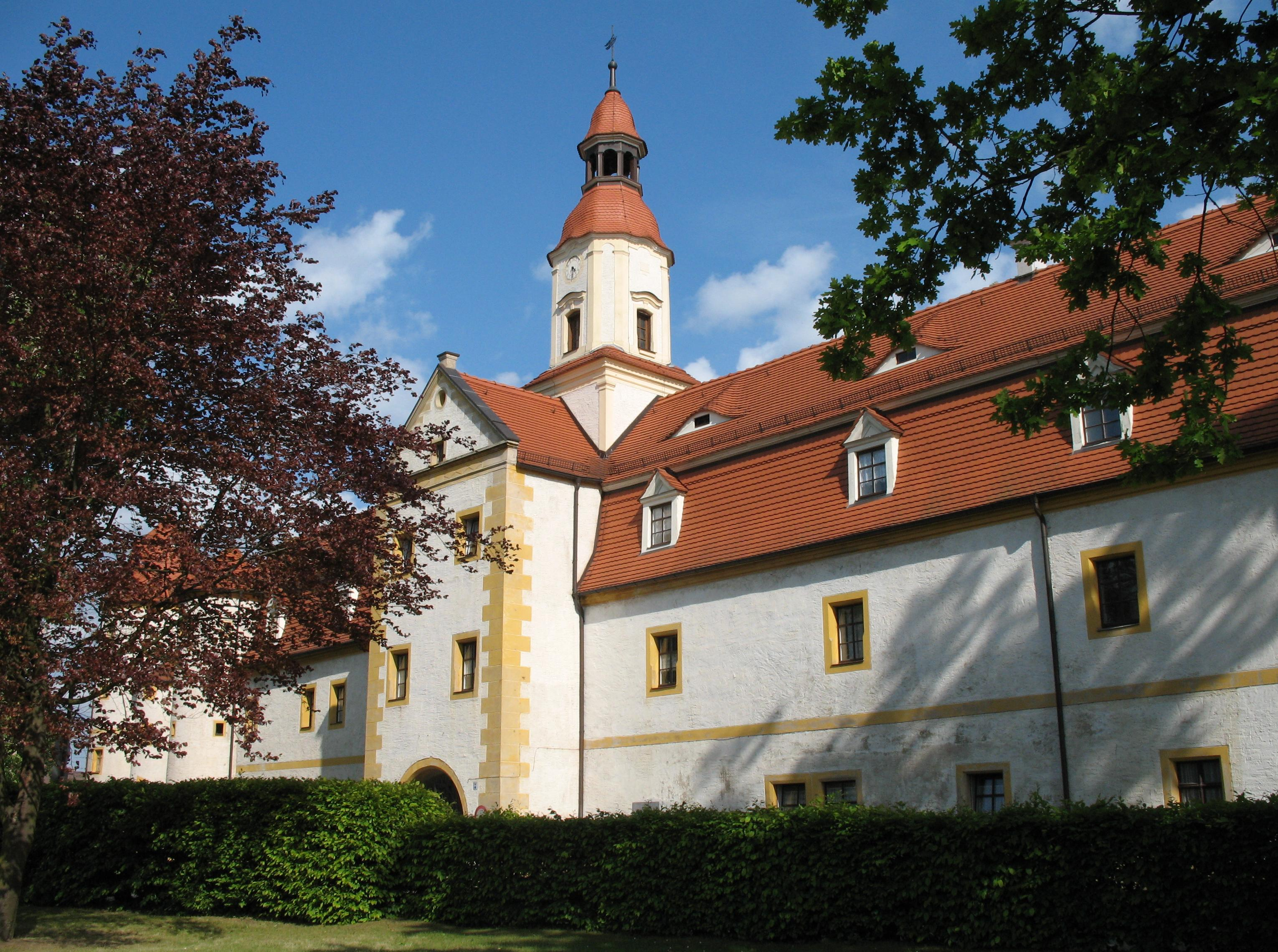
Vorderschloss
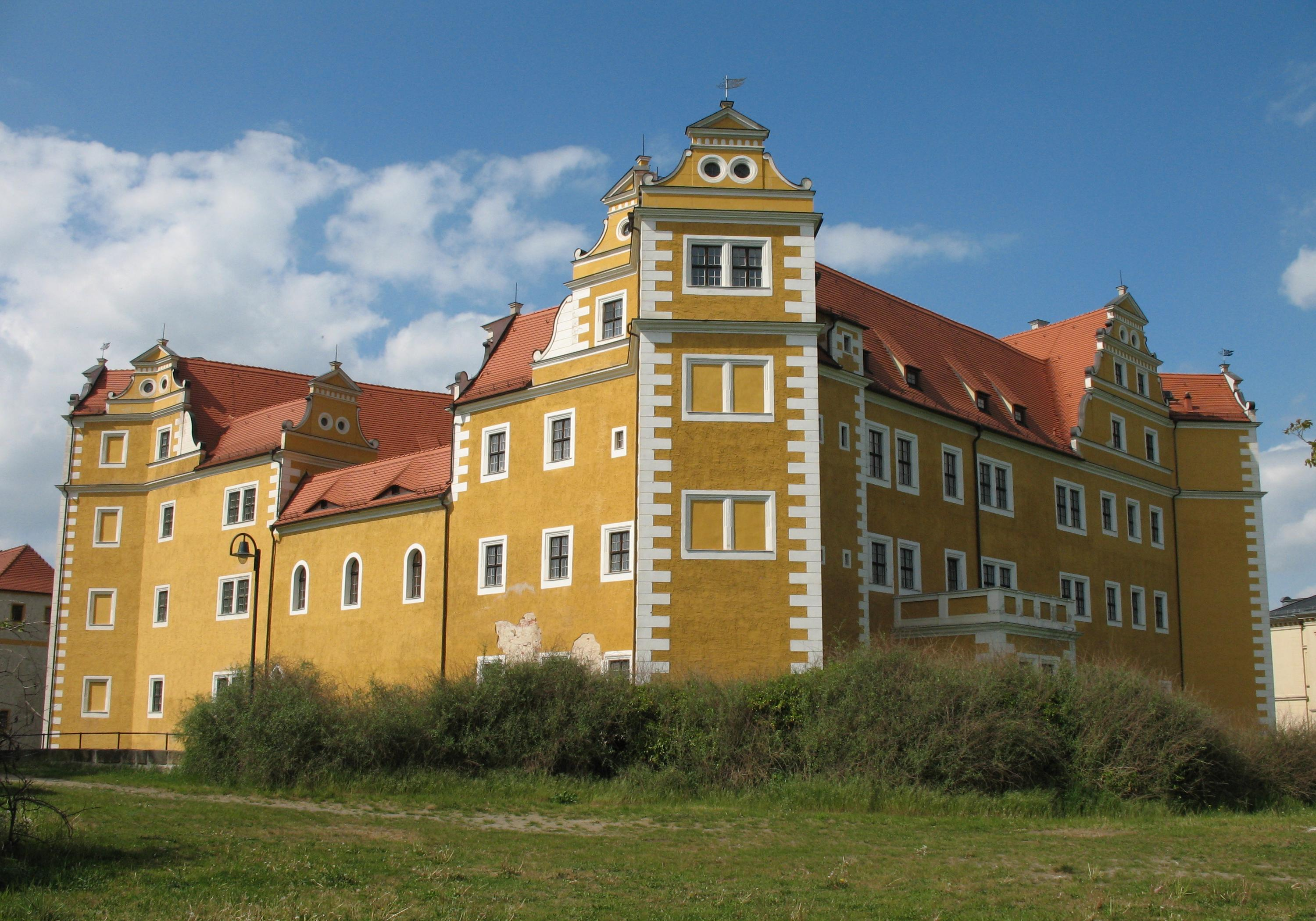
Hinterschloss
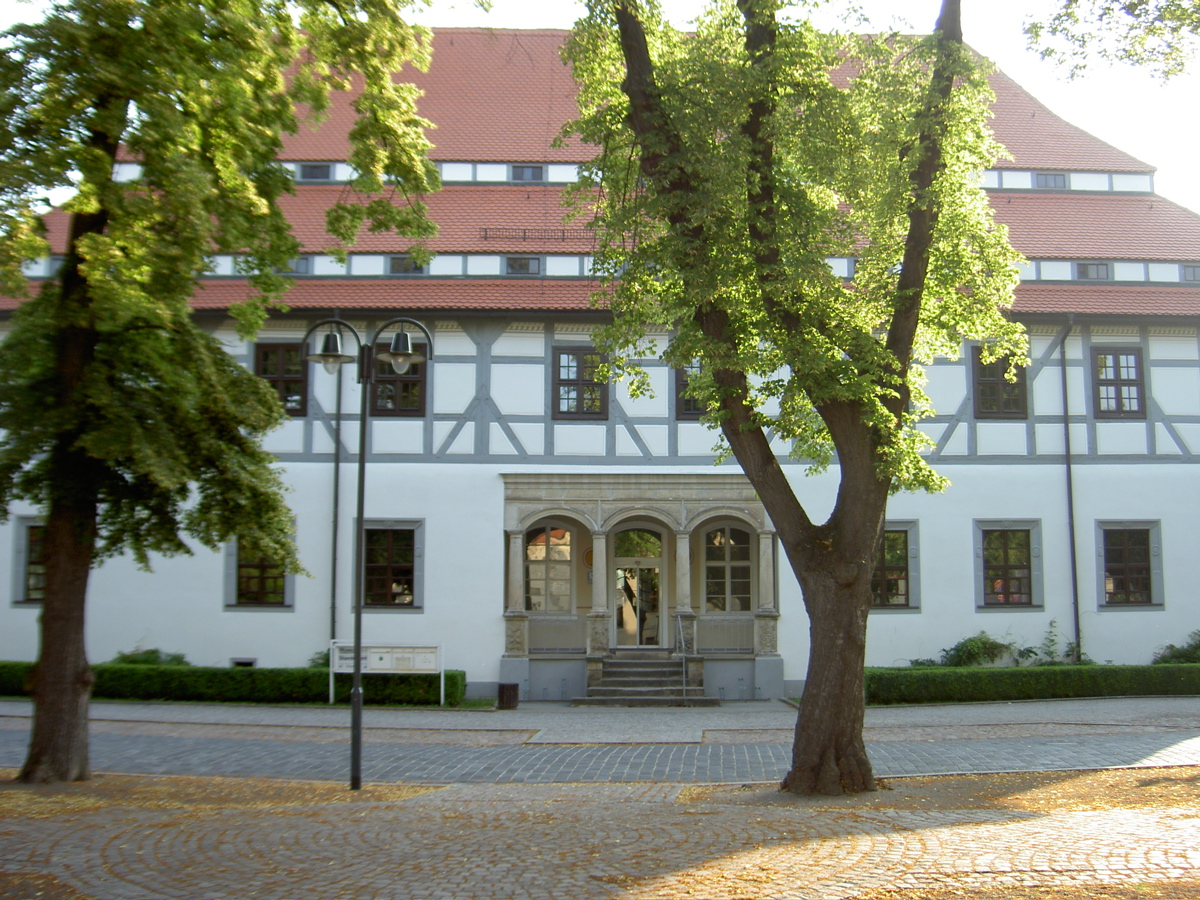
Amtshaus
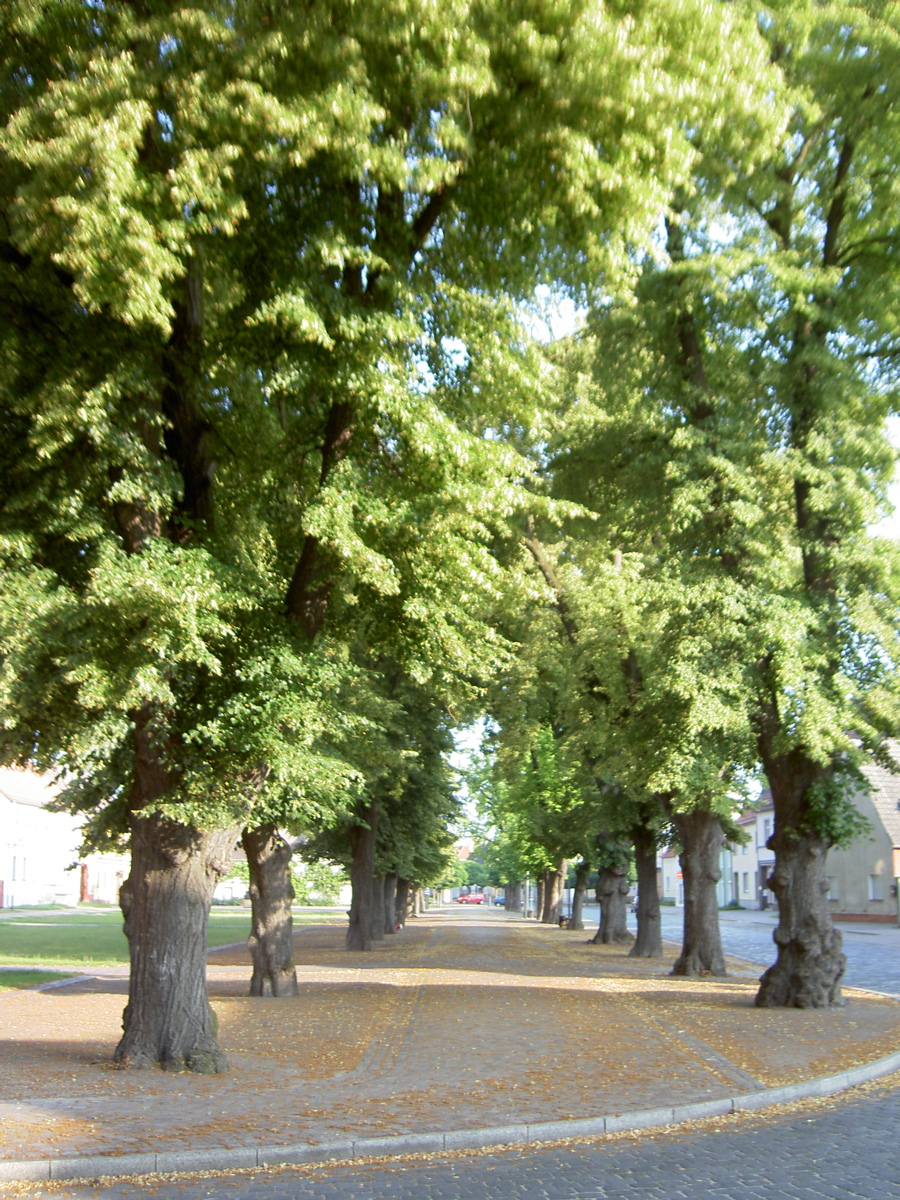
Markt mit Allee
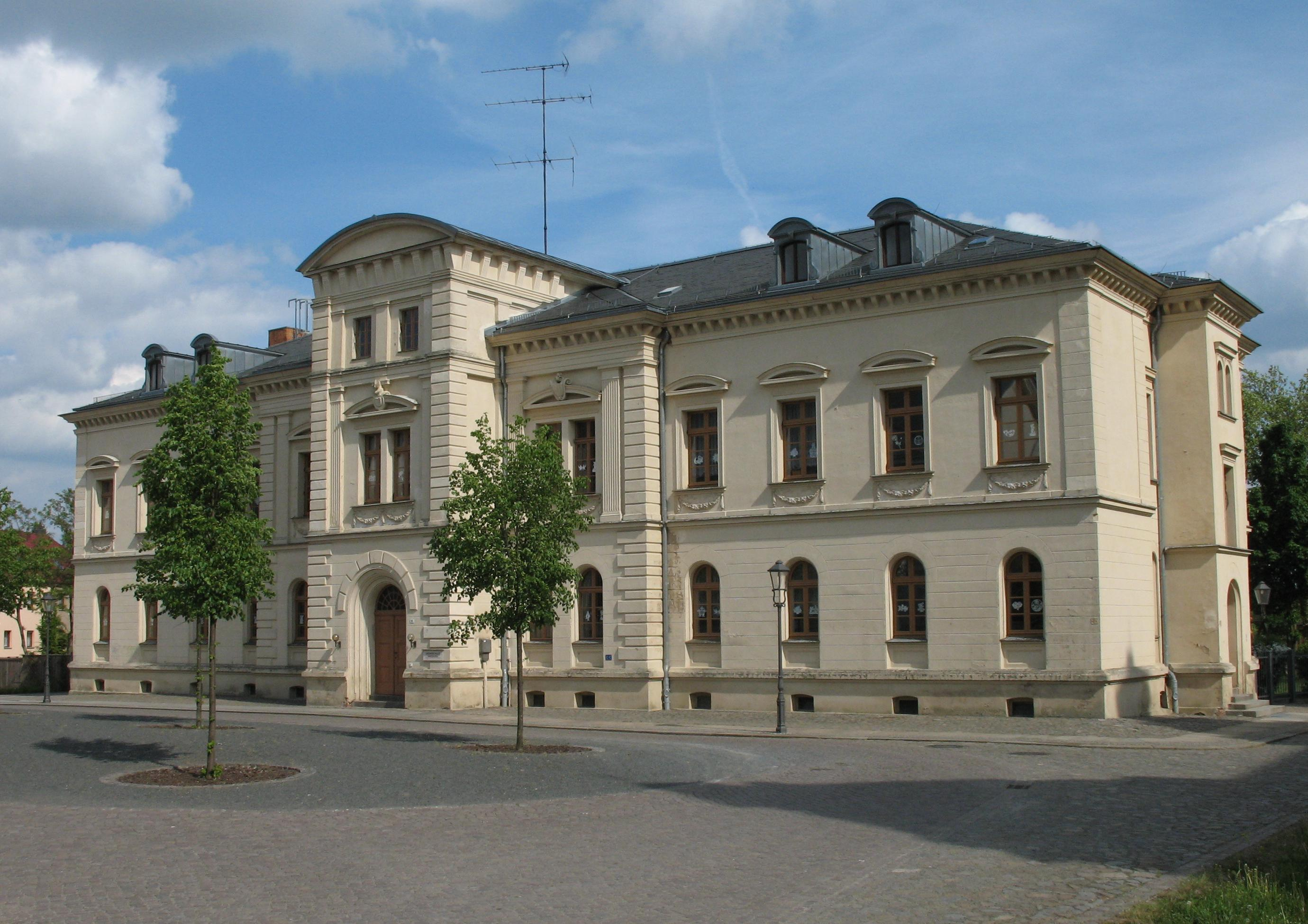
Grundschule
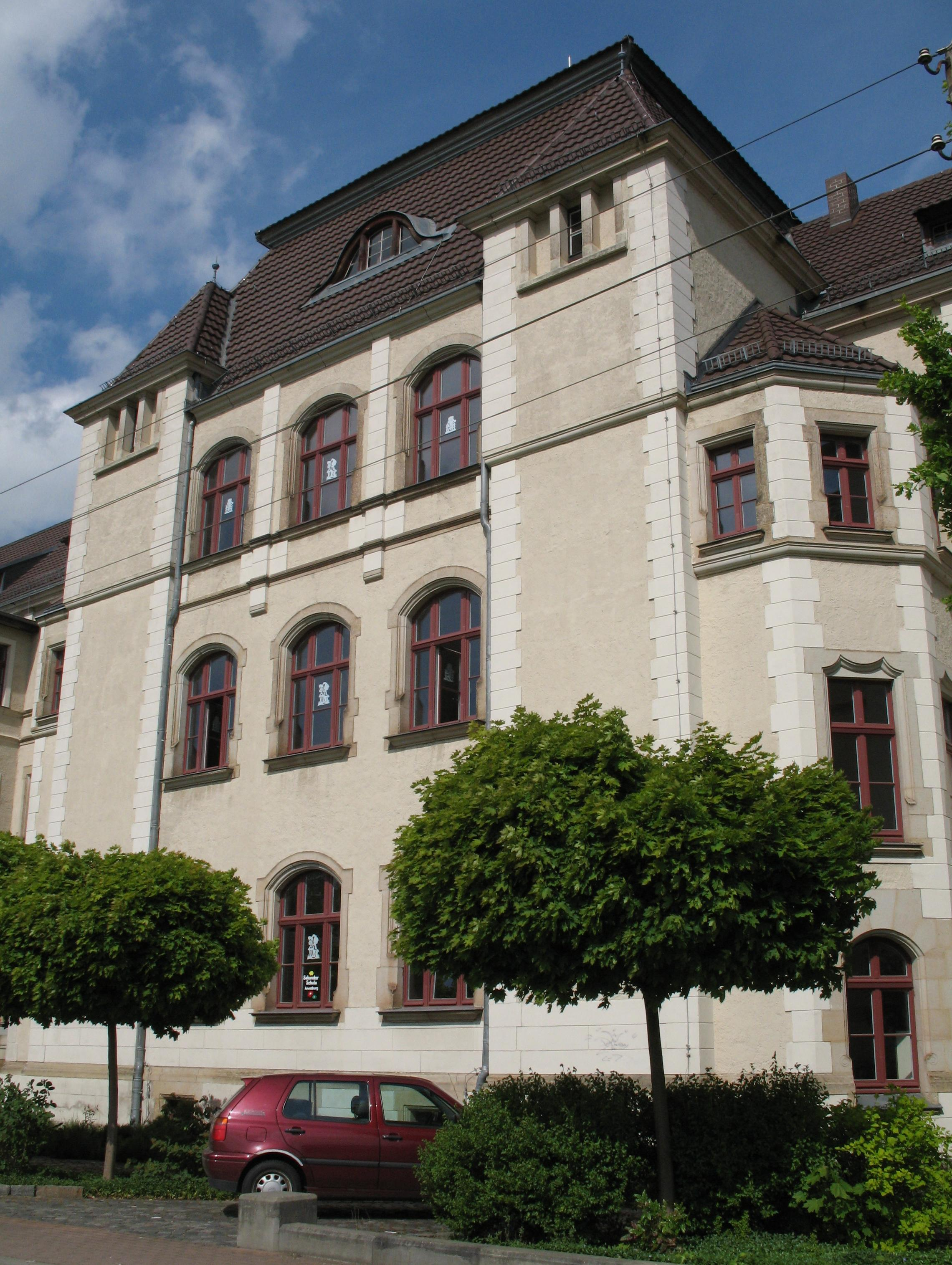
Sekundarschule
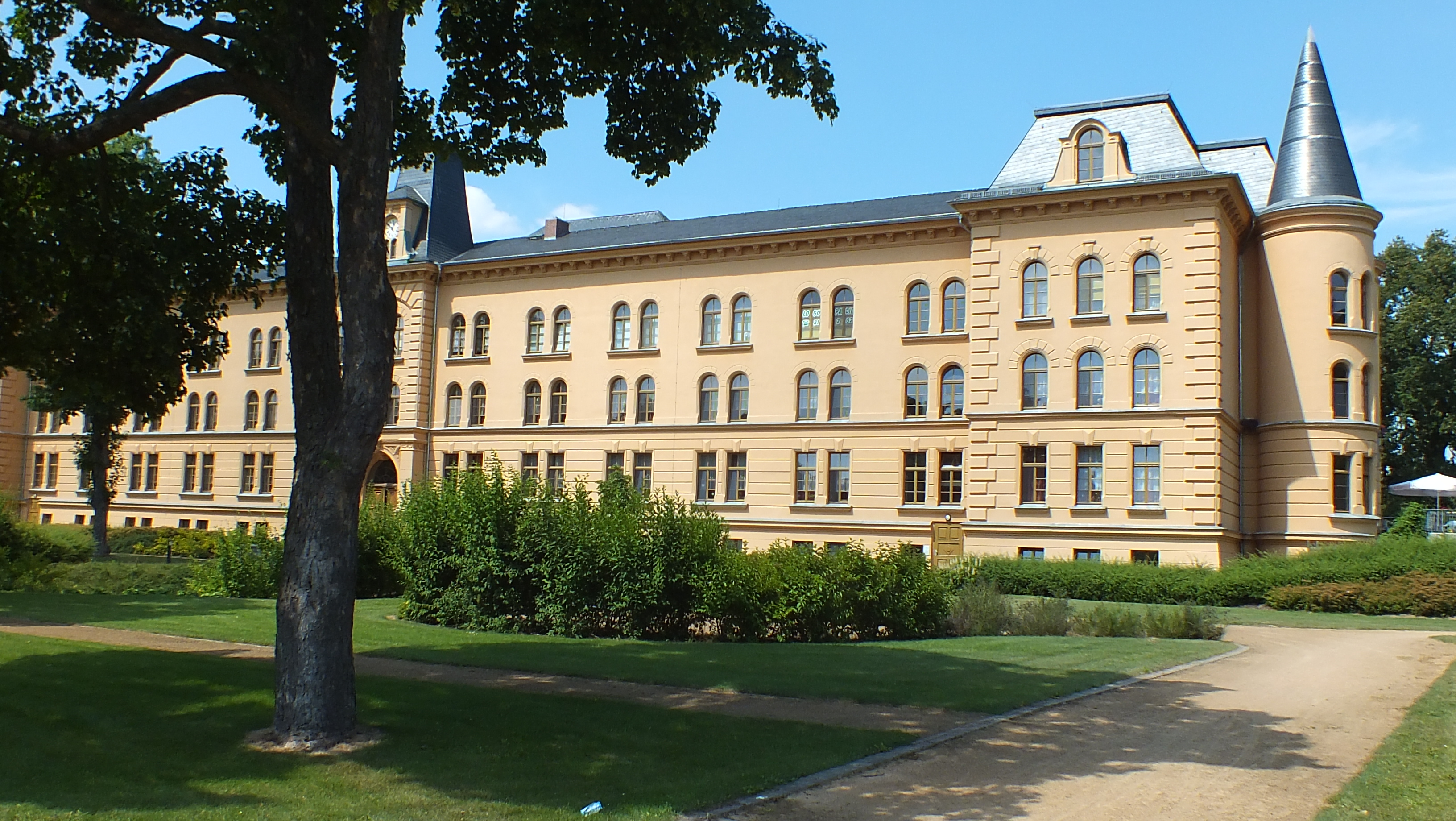
Unteroffiziersvorschule

### Museen
- Stadtgeschichtliches Museum. Im ehemaligen Amtshaus am Markt wird über die Geschichte der Stadt Annaburg informiert.
- Museum im Hinterschloss, informiert über
  - Bau- und Nutzungsgeschichte des Schlosses mit den für Annaburg wichtigen Personen Friedrich III. (der Weise), Kurfürst August I. von Sachsen, Kurfürstin Anna Auguste von Dänemark (Gemahlin von August I.)
  - Nutzung als Militär-Knaben-Erziehungs-Institut ab 1762 bis 1921
  - kurfürstliche Jagd in der Lochauer/Annaburger Heide
  - Bedeutung der  Fladerdecke, eine der ersten „Tapeten“ Europas, die 1987 vom Verein für Heimatgeschichte und Denkmalpflege e. V. freigelegt wurde

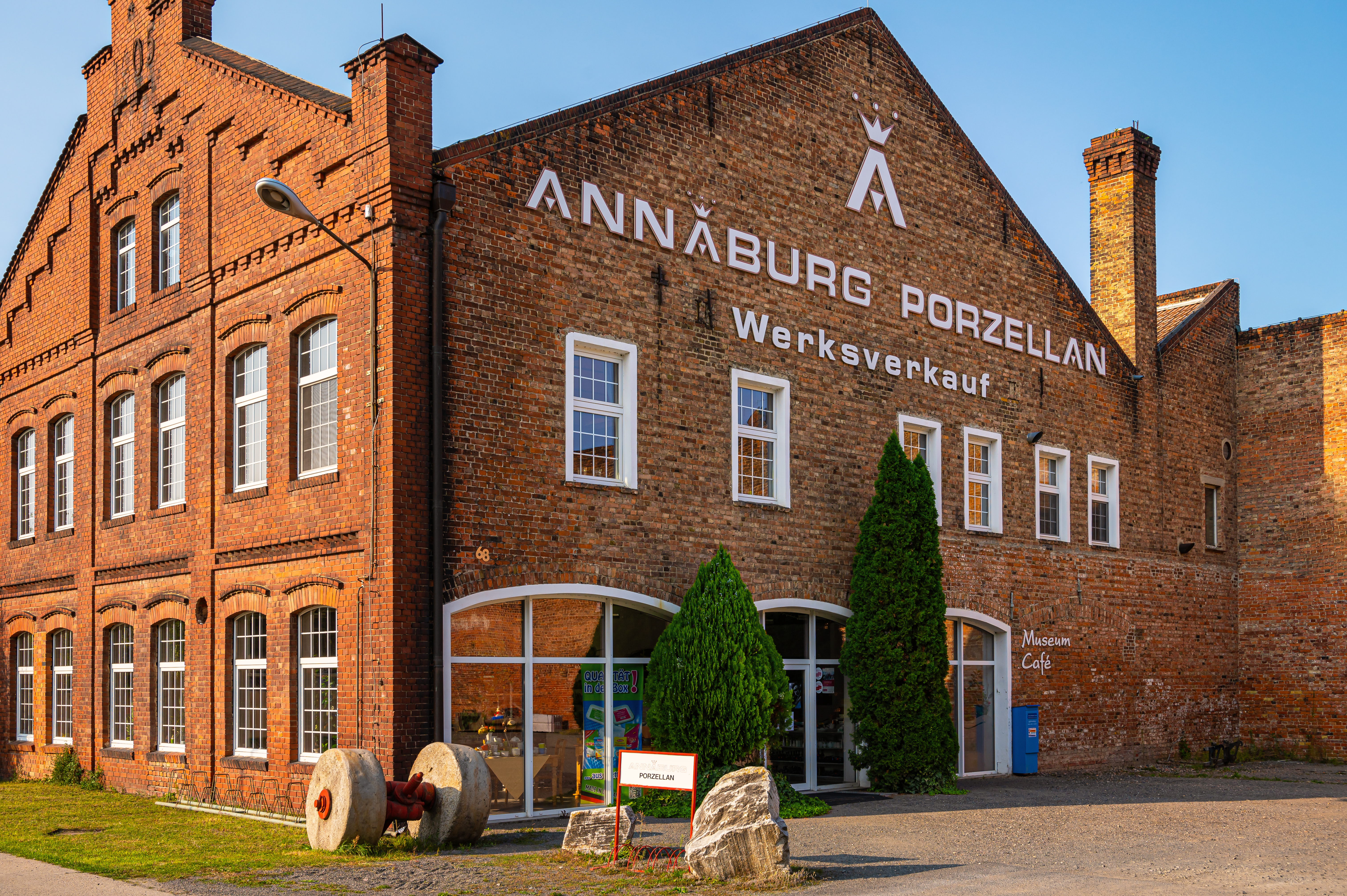
Porzellaneum

- Porzellaneum: 1874 wurde in Annaburg eine Steingut-Manufaktur mit zwei Rundöfen in Betrieb genommen. In den nachfolgenden Jahren wurde der Betrieb stetig erweitert, bis 1910 entstanden die Klinkerbauten, die bis heute prägend für das Stadtbild sind. In den Hochzeiten umfasste die Belegschaft über 600 Mitarbeiter. Bis 2015 wurden in Annaburg diverse Produkte aus Porzellan hergestellt, bis das Werk der Annaburg Porzellan GmbH infolge von Insolvenz schließen musste. In einem der ehemaligen Werksgebäude befindet sich heute das Annaburger Porzellaneum. Geplant ist die Erweiterung zu einem Porzellan-Industriemuseum mit Schauproduktion.[17]

### Parks

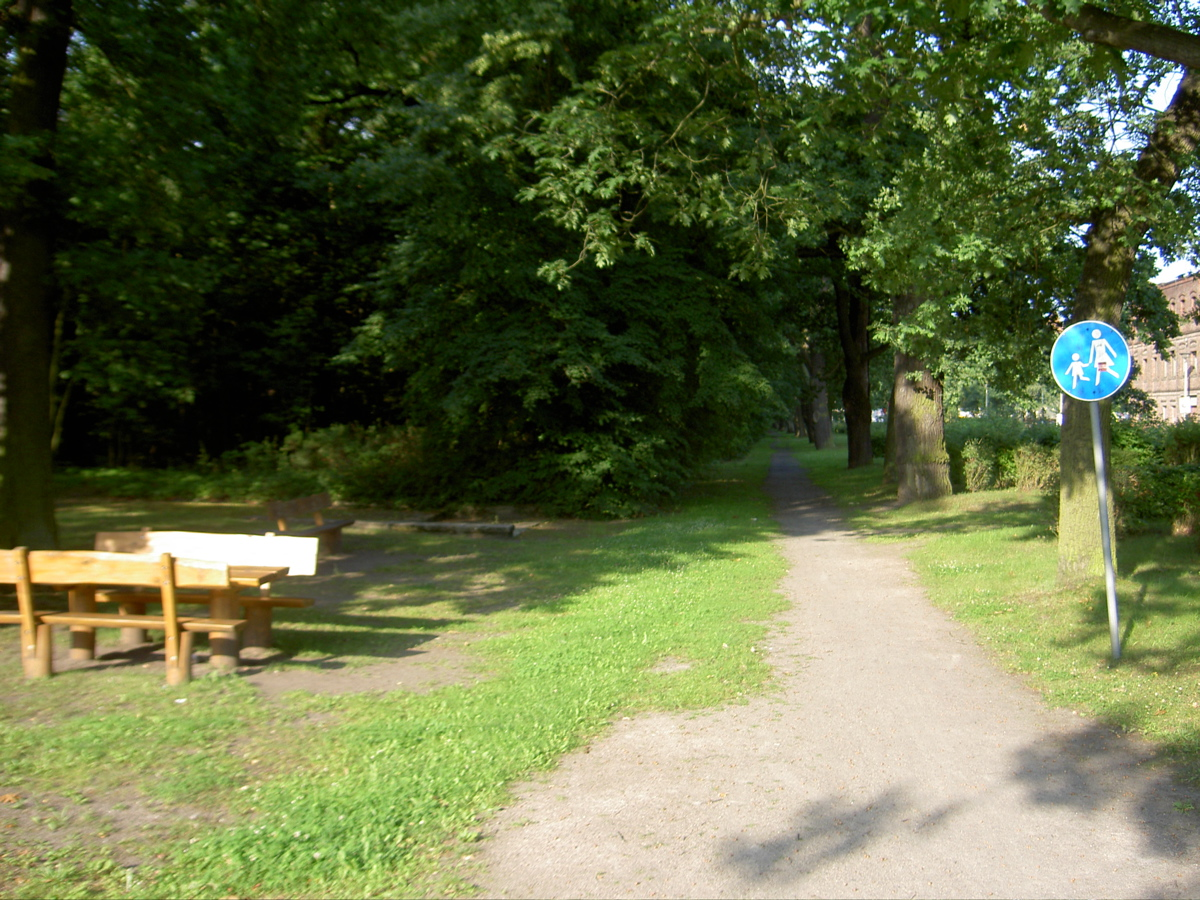
Tiergarten

Der Tiergarten in unmittelbarer Nähe des Schlosses mit jahrhundertealten Eichen, Ahornen und anderen Bäumen, der als Landschaftsschutzgebiet ausgewiesen ist, wurde ab 1498 von Friedrich dem Weisen, Kurfürst von Sachsen, angelegt. Dort wurden Hirsche und Rehe und im 18. Jahrhundert auch Auerochsen und Rentiere gehalten.
Heute ist dort ein Naturlehrpfad und ein Teehäuschen zu finden.

### Landschaften
Die Annaburger Heide erstreckt sich vom Norden, Osten bis in den Süden um die Stadt herum und reicht bis über die Landesgrenzen zu Brandenburg und Sachsen hinaus. Sie wird zu einem Großteil als Bundeswehrtruppenübungsplatz sowie für forstwirtschaftliche Zwecke genutzt.

### Annaburger Zweistromweg
Der Annaburger Zweistromweg ist eine 21 km lange Radroute, die den Elberadweg mit dem Schwarze-Elster-Radweg verbindet. Die Route führt durch die Auenlandschaften der Annaburger Heide von Löben über Annaburg, Kolonie, Groß Naundorf, Bethau, Labrun und Prettin bis nach Mauken.

## Wirtschaft und Infrastruktur

### Wirtschaft
- Annaburger Nutzfahrzeug GmbH, Hersteller von Landtechnik und LKW-Spezialaufbauten

### Verkehr
Der Bahnhof Annaburg liegt an der Eisenbahnlinie (Węgliniec–)Falkenberg (Elster)–Lutherstadt Wittenberg–Roßlau und wird von den Regionalbahnlinien RE14 und RB51 (Dessau–Lutherstadt Wittenberg–Falkenberg (Elster)) der DB Regio fahrplanmäßig angefahren. Von 1902 bis 1996 verband die Bahnstrecke Annaburg–Prettin Annaburg mit dem heutigen Ortsteil Prettin an der Elbe.
Annaburg ist mit der Bundesstraße 187 in Jessen (Elster) über die Landesstraßen L 113 und L 116 verbunden.

## Persönlichkeiten

### Söhne und Töchter der Stadt
- Friedrich Gottlob von Steindel (1754–1830), königlich-sächsischer Generalleutnant
- Johann Karl von Langen (1784–1849), preußischer Generalmajor
- Friedrich Adolf Sorge (1828–1906), Musiklehrer, Revolutionär und Kommunist, geboren in Bethau
- Ernst von Brauchitsch (1856–1932), Fotograf
- Hermann Ditmar (1858–1934), Architekt und Baubeamter
- Albert Preuß (1864–1934), Sportschütze
- Eduard Clausnitzer (1870–1920), Pädagoge und Theologe
- Max Böcker (1883–1945), Lehrer und Volkskundler
- Oskar von dem Hagen (1883–1940), Generalmajor
- Rudolf Trautmann (1908–1944), NS-Funktionär und von 1943 bis 1944 Mitglied des Reichstags
- Herbert Strampfer (1913–1995), Politiker (SED) und Gewerkschafter
- Heinz Peschke (1936–2018), Agrarwissenschaftler und Hochschullehrer

### Personen, die mit der Stadt in Verbindung stehen
- Friedrich der Weise (1463–1525), Kurfürst von Sachsen, residierte in Lochau ab etwa 1500 und verstarb hier 1525
- Michael Stifel (um 1487–1567), Theologe und Mathematiker, Pfarrer in Lochau
- August von Sachsen (1526–1586), Kurfürst von Sachsen, ließ das Schloss 1571 abreißen und 1572–1575 neu erbauen
- Anna von Dänemark (1532–1585), Kurfürstin von Sachsen, Namensgeberin der Stadt, residierte im neu gebauten Schloss Annaburg
- Justus Christian Thorschmidt (1688–1750), Pfarrer und Lokalhistoriker in Annaburg
- Reinhard Bortfeld (1927–2019), Geophysiker, wuchs in Annaburg auf
- Sohan Singh, indischer Kriegsgefangener im Annaburger Stammlager, der bis ins hohe Alter Beziehungen nach Annaburg pflegte[19]